# W59

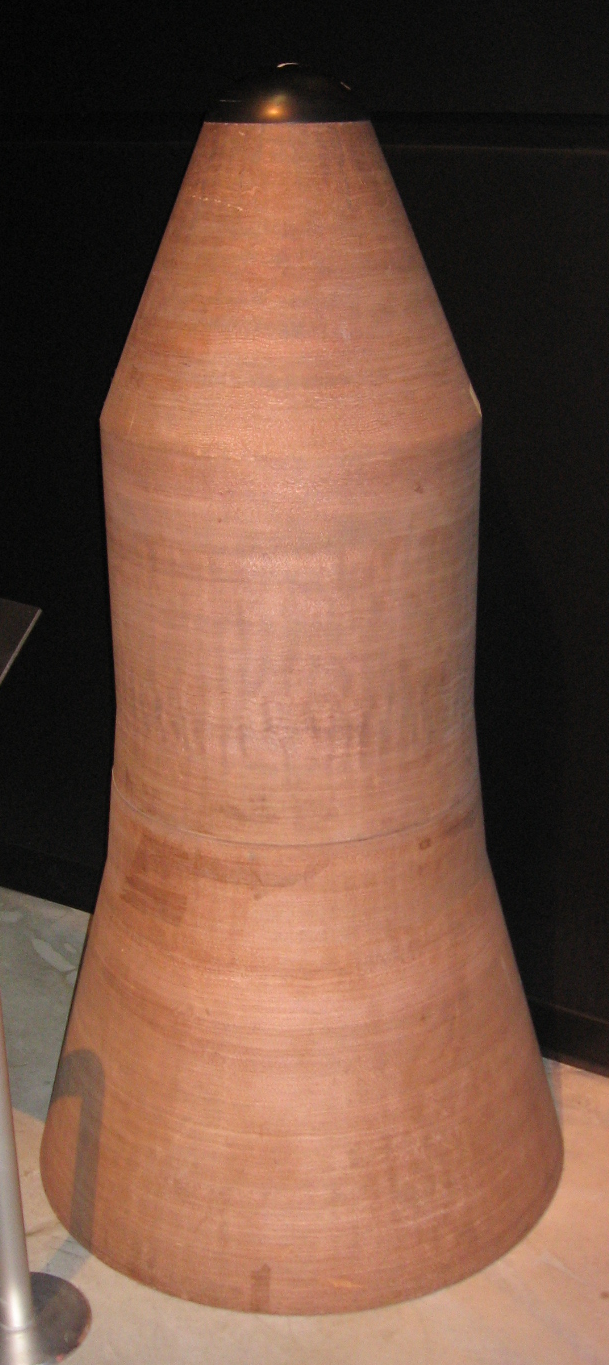
Véhicule de rentrée Mark 5 utilisé pour transporter la W59

La W59 est une ogive thermonucléaire américaine. Elle a été en service sur certains ICBM Minuteman I de 1962 à 1969.

## Description
La W59 avait un diamètre de 16,3 pouces et une hauteur de 47,8 pouces. Elle pesait 550 livres.
Elle était conçue pour produire une explosion de 1 megatonne.
150 bombes W59 ont été produites.
Selon le chercheur Chuck Hansen, la W59 est l'une des cinq bombes nucléaires à utiliser le primaire Tsetse lors de la première phase de la fusion. Selon ses recherches, cette conception a été appliquée à la B43, la W44, la W50, la B57 et la W59.
Cette conception a connu des problèmes de fiabilité. Selon Hansen, cela provient d'erreurs de calcul pour établir la section efficace du tritium lors de la fusion. Cette bombe n'a pas été testée autant que d'autres à la suite d'un moratoire sur les armes nucléaires à partir du milieu des années 1960. Les problèmes de fiabilité ont été résolus une fois le moratoire levé. Il semble que ce défaut était présent dans la conception primaire Python.